# Beaumetz-lès-Cambrai
Beaumetz-lès-Cambrai é uma comuna francesa na região administrativa de Altos da França, no departamento de Pas-de-Calais. Estende-se por uma área de 9,91 km². Em 2010 a comuna tinha 579 habitantes (densidade: 58,4 hab./km²).